# Kubische kromme van Thomson

De kubische kromme van Thomson van een driehoek is de gepivoteerde isogonale kubische kromme met het zwaartepunt als pivot. Het wordt in oudere literatuur wel de 17-punts kubische kromme genoemd.

## Eigenschappen
De kubische kromme van Thomson is
- het complement van de kubische kromme van Lucas.
- de meetkundige plaats van middelpunten van omgeschreven kegelsneden waarvan de loodlijnen in de hoekpunten door één punt gaan.
- de meetkundige plaats van punten P zodat de driehoek van spiegelbeelden van de voetpuntsdriehoek van P in P perspectief is met ABC.
- de meetkundige plaats van punten P waarvan de trilineaire poollijn en de poollijn ten opzichte van de omgeschreven cirkel evenwijdig zijn.

## Punten op de kromme
De volgende punten liggen op de kubische kromme van Thomson:
- de hoekpunten van de driehoek
- de middelpunten van de ingeschreven en aangeschreven cirkels
- het zwaartepunt
- de hoekpunten van de complementaire driehoek
- het middelpunt van de omgeschreven cirkel
- het hoogtepunt
- de middens van de hoogtelijnen
- het punt van Lemoine
- het middenspunt

## Vergelijking
In barycentrische coördinaten is voor een driehoek met zijdes {\displaystyle a,b} en {\displaystyle c}, de vergelijking van de kubische kromme van Thomson
{\displaystyle {\mathcal {T}}:x(c^{2}y^{2}-b^{2}z^{2})+y(a^{2}z^{2}-c^{2}x^{2})+z(b^{2}x^{2}-a^{2}y^{2})=0}